# Jean Nocret

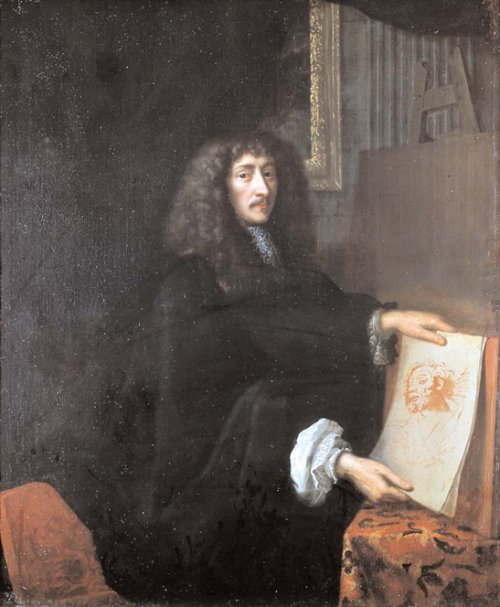
Jean Nocret; ritratto postumo di suo figlio, Jean-Charles (1674)

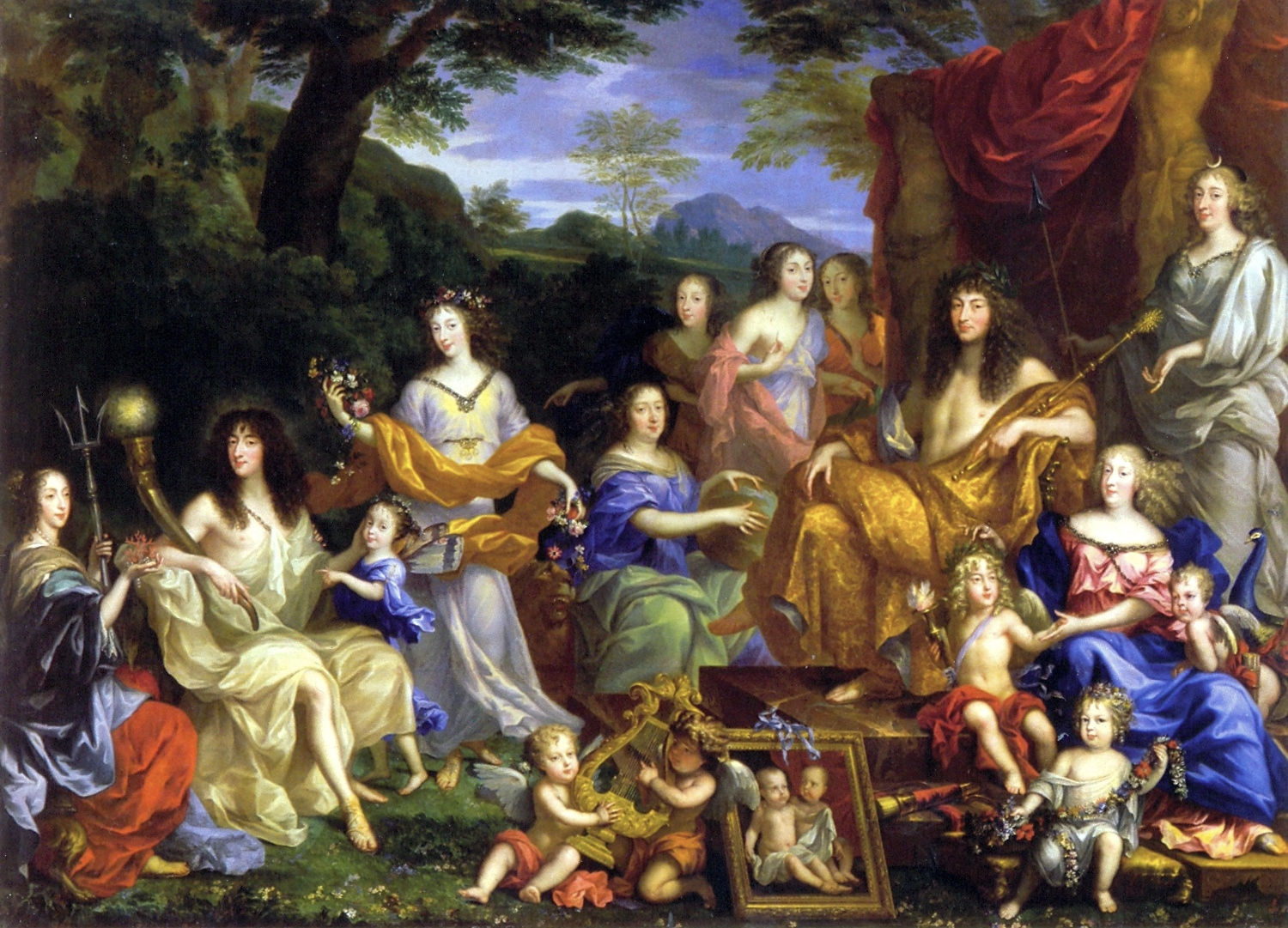
Ritratto della famiglia reale francese abbigliata con abiti della mitologia. Re Luigi XIV nelle vesti di Apollo. (1670).

Jean Nocret (Nancy, dicembre 1615 o 1617 – Parigi, novembre 1672) è stato un pittore francese, noto per i ritratti da lui fatti alla Famiglia Reale di Francia. Molti ritratti di incerta origine vengono attribuiti a lui.

## Biografia
Fu allievo di Jean Le Clerc e successivamente si trasferì a Roma, dove incontrò Nicolas Poussin e realizzò diverse opere per il mecenate di quest'ultimo, Paul Fréart de Chantelou. Poussin, però, pensava che Nocret era un giovane pretenzioso e si lamentava che aveva lasciato il suo lavoro incompleto perché aveva ricevuto offerte migliori.
Nocret ritornò a Parigi nel 1644. Cinque anni dopo, riuscì ad ottenere un'udienza dal re Luigi XIV e Gastone d'Orléans ottenendo dal re l'incarico di valletto di camera. Nel 1657, accompagnò il Vescovo di Comminges in missione diplomatica in Portogallo, e lì eseguì alcuni ritratti di componenti della Famiglia Reale. Tornato a Parigi, nel 1660, gli fu commissionato dal Duca di Orléans di decorare l'interno del Château de Saint-Cloud con scene della mitologia greca. Il castello venne poi distrutto, durante la guerra franco-prussiana. Tre anni dopo, il suo dipinto "The Repentance of Saint Peter" gli consentì l'accesso all'Académie royale de peinture et de sculpture. Egli divenne professore nel 1664.
Tra il 1666 e il 1669, decorò gli appartamenti della Regina al Palazzo delle Tuileries, sotto la direzione di Charles Le Brun. Anche queste decorazioni andarono perse durante la guerra franco-prussiana, quando le Tuileries vennero date al fuoco. La maggior parte delle scene ritraevano la dea Minerva.
Suo figlio, Jean-Charles (1648-1719), fu anche un ritrattista. Dopo la morte del padre, fu chiamato a decorare gli appartamenti della regina a Versailles.